# 中之元村
中之元村（なかのもとむら）は、かつて岐阜県揖斐郡にあった村である。
現在の揖斐郡大野町中之元に該当する。

## 歴史
- 1889年（明治22年）7月1日 - 町村制により中之元村が発足。
- 1897年（明治30年）4月1日[1] - 大野郡が揖斐郡と本巣郡に分割。当村は揖斐郡の所属となる。
- 1897年（明治30年）4月1日 - 牛洞村、松山村、瀬古村と合併し西郡村が発足。同日中之元村廃止。